# Orange Cassidy
James Cipperly (Stewartsville, 4 de maio de 1984), mais conhecido por seu nome no ringue Orange Cassidy, é um lutador profissional americano e treinador de wrestling profissional, atualmente com contrato com a All Elite Wrestling (AEW). Conhecido por sua personalidade de wrestling profissional de um preguiçoso indiferente e despreocupado, SB Nation o descreveu como "o lutador mais popular da AEW".
Antes de assinar com a AEW, ele já havia se apresentado para a promoção Chikara como o luchador enmascarado (lutador profissional mascarado), Fire Ant. Fire Ant fazia parte da stable The Colony, que venceu o Campeonatos de Parejas uma vez e o torneio King of Trios de Chikara duas vezes. Durante seu tempo em Chikara, ele também apareceu sem máscara como membro da facção do The Gentleman's Club, ao lado de Chuck Taylor e Drew Gulak, e foi um treinador na escola Wrestle Factory da promoção.
James Cipperly nasceu em 4 de maio de 1984 na seção Stewartsville de Greenwich Township, Condado de Warren, Nova Jersey . Ele frequentou a Phillipsburg High School.

## Carreira na luta profissional

### Chikara

#### Debut e The Colony (2006–2007)
Depois de ser treinado por Mike Quackenbush e Chris Hero, Cipperly, como Fire Ant, estreou ao lado de Soldier Ant como Team Colony no Tag World Grand Prix de 2006, onde perderam na primeira rodada para Lancelot (Lance Steel e Lance Steel). Logo após sua estreia, o Team Colony imediatamente se tornou técnico na eliminatória e muitas vezes se juntou ao companheiro lutador mascarado Equinox em lutas de trios.
No final do ano, Fire Ant participou do quarto torneio da Young Lions Cup, embora não tenha vencido.
Em 17 de novembro, o Team Colony foi acompanhado por Worker Ant (que também foi treinado por Quackenbush e Hero), e o nome do grupo foi alterado para The Colony. Logo depois de entrar, Worker Ant se tornou o porta-voz do grupo, pois falava por eles em suas promoções .
The Colony se tornaria um dos grupos mais proeminentes em Chikara em 2007 devido a partidas cada vez mais divertidas e inovadoras como um trio, e uma rivalidade acirrada com o rudo BLKOUT, uma rivalidade que The Colony venceria em setembro com uma vitória decisiva sobre o Cibernetico undercard.

#### Feud com The UnStable (2008–2009)

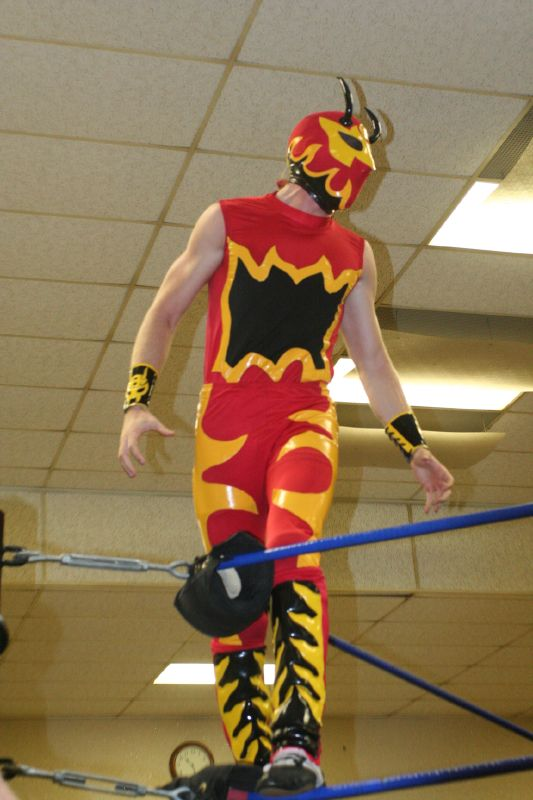
Fire Ant em 2008

Começando em 2008, Fire Ant mais uma vez começou a competir semirregularmente como lutador solo e começou uma rivalidade acalorada com o ex-aliado Equinox, que desde então se desmascarou e começou a competir com seu nome verdadeiro, Vin Gerard.
No torneio Young Lions Cup em 15 de junho, Fire Ant derrotou Gerard pela Lions Cup em uma partida que recebeu muitos elogios da empresa e dos fãs. No entanto, no mês seguinte, em 13 de julho, Gerard se vingou ao derrotar o Fire Ant em uma revanche pela Leions Cup após utilizar o próprio troféu como uma arma, resultando no Fire Ant tendo o reinado de título mais curto da história do Chikara. Logo após a perda, Gerard conseguiu manipular o técnico Shane Storm para se alinhar com ele, efetivamente renomeando-o como Estigma. Gerard e Stigma iriam rivalizar com The Colony até 7 de setembro, quando os dois se alinharam com o retorno de Colin Delaney para formar o UnStable, diminuindo assim o número de ambos os grupos.
No Tag World Grand Prix de 2008, Fire Ant e Soldier Ant representaram The Colony enquanto o estábulo fazia sua segunda aparição no torneio. The Colony iria derrotar o Fight Club na rodada de abertura, o UnStable nas semifinais e The Osirian Portal e Martin Stone e Pac nas finais para vencer o torneio.
Agora com incríveis sete pontos para a contenção dos Campeonatos de Parejas, Fire Ant e Soldier Ant lançaram seu desafio para os campeões The Osirian Portal em 25 de janeiro de 2009. Devido ao número de pontos que acumularam, o Diretor da Fun, Leonard F. Chikarason, permitiu que o The Colony escolhesse suas próprias condições para a partida. Eles decretaram que a partida seria uma queda em vez das convencionais duas de três quedas, e o terceiro membro do Portal, Escorpion Egipcio, seria banido do ringue. Apesar das estipulações, The Colony não conquistou o título.

#### Reconstrução e Campeonatos de Parejas (2009-2010)
Em 20 de fevereiro, The Colony perdeu para o Time FIST (Icarus, Gran Akuma e Chuck Taylor) depois que Worker Ant foi derrotado por Icarus. Após a luta, Taylor realizou seu Awful Waffle em Worker Ant no chão fora do ringue, resultando em ferimentos cranianos em Worker Ant (kayfabe). Logo após o ataque, uma quarta Formiga, mais tarde identificada como Green Ant, fez sua estreia para ajudar a cuidar da Worker Ant ferida. Foi então anunciado no site da Chikara que Worker Ant se aposentou do wrestling devido à gravidade de suas lesões e que Green Ant iria substituir sua ausência.  Em 24 de maio, Fire Ant e Soldier Ant, com Green Ant em seu canto, derrotaram Icarus e Chuck Taylor em uma luta máscara contra cabelo , resultando em Icarus e Taylor tendo suas cabeças raspadas. Quando Gran Akuma tentou interferir nos momentos finais da partida, uma nova formiga de cor marrom, Carpenter Ant, correu para o ringue para se defender do ataque de Akuma. Durante a turnê de junho de Chikara no Big Japan Pro Wrestling, Kazuhiko Miyakami vestiu a fantasia de Green Ant depois que ela foi roubada por Chuck Taylor. A verdadeira Green Ant fez sua estreia no wrestling em 31 de julho de 2009, em uma luta de duplas de seis homens, onde o The Colony derrotou o The Order of the Neo-Solar Temple ( UltraMantis Black, Delirious e Crossbones). Fire Ant e Orker Ant conquistaram mais dois pontos nos meses seguintes e desafiaram o Thee Osirian Portal para os Campeonatos de Parejas novamente em 13 de setembro em Hiding in Plain Sight. Desta vez, The Colony saiu vitoriosa, conquistando o título em duas quedas consecutivas.
Em 18 de outubro, Fire Ant e Soldier Ant comandaram suas próprias equipes para o torneo cibernetico anual. Green Ant e Carpenter Ant foram trazidos para a mistura, com Green Ant indo para o time de Fire enquanto Carpenter foi para o time de Soldier. Soldier e Carpenter Ant terminaram como os dois finalistas da luta, e Carpenter derrotou seu colega Ant por finalização, após estrear o Inverted Chikara Special para vencer o cibernetico.
Em 22 de novembro de 2009, no Three-Fisted Tales, Carpenter Ant se tornou um rudo e se desmascarou para se revelar como Pinkie Sanchez, ao mesmo tempo em que ingressou na Bruderschaft des Kreuzes (BDK). Em uma entrada de blog no site oficial da promoção, Sanchez explicou que sua decisão de aparecer como Carpenter Ant foi tomada depois de não conseguir garantir uma vaga em Chikara e ver como era fácil para Green Ant estrear e ser imediatamente aceita no vestiário da Chikara . Durante o intervalo entre as temporadas oito e nove, Sanchez adotou o apelido de "Pink Ant" e começou a usar uma máscara de formiga rosa e branca, enquanto também declarava guerra ao The Colony.
Em 20 de março de 2010, no Wit, Verve e a Bit o 'Nerve, o The Colony perdeu os Campeonatos de Parejas para Ares e Claudio Castagnoli do BDK depois que os membros do BDK Pinkie Sanchez, Lince Dorado e Tursas os atacaram antes da partida e Tursas aplicou um powerbomb em Solder Ant contra uma parede, deixando-o inconsciente a maior parte da luta.

#### King of Trios (2010–2011)
Em 23 de abril, The Colony entrou no torneio King of Trios 2010 . Depois de derrotar a equipe de Flip Kendrick, Louis Lyndon e Johnny Gargano, o The Colony entregou ao BDK sua primeira derrota sem desqualificação ao derrotar o trio Pinkie Sanchez, Tim Donst e Lince Dorado nas quartas de final do torneio.
Em 25 de abril, o The Colony derrotou o Team Osaka Pro (Atsushi Kotoge, Daisuke Harada e Tadasuke ) para chegar à final do torneio, onde foi derrotado pelo trio BDK formado por Ares, Castagnoli e Tursas, após o árbitro Derek Sabato virar rudo, revelando-se alinhado com o BDK e realizando uma contagem rápida para encerrar a partida. Em 29 de agosto, Green Ant quebrou o braço durante uma luta com Keita Yano e após seu retorno em fevereiro de 2011, Chikara iniciou uma história semelhante à usada pela World Wrestling Federation com Lex Luger em 1993, onde foi alegado que Green Ant tinha uma placa de metal inserida em seu braço, o que resultou em golpes daquele cotovelo sendo mais poderosos devido à placa. Também em fevereiro, a equipe the Colony de Fire Ant e Soldier Ant garantiu três pontos e desafiou Mike Quackenbush e Jigsaw pelos Campeonatos de Parejas em 13 de março, mas não teve sucesso em recuperar o título.  Em 15 de abril, o The Colony entrou no King of Trios 2011, derrotando Sinn Bodhi, Kodama e Obariyon em sua primeira partida. No dia seguinte, durante um conclave de fãs, Chikara realizou uma competição para ver se alguém conseguiria aplicar um body slam em Tursas, membro da BDK que pesa 170 kg. Green Ant entrou no concurso, mais uma vez copiando um enredo que o WWF havia usado com Lex Luger e Yokozuna em 1993, mas antes que pudesse completar o body slam, ele foi derrubado pelo membro do BDK Jakob Hammermeier. Mais tarde naquele dia, The Colony avançou para as semifinais do King of Trios 2011 ao derrotar os representantes do BDK Tim Donst, Delirious e Hammermeier, depois que o corpo da Green Ant acertou os Tursas interferentes e, em seguida, finalizou Hammermeier com o finalizador da marca registrada de Luger, o Torture Rack . No dia seguinte, The Colony derrotou The Osirian Portal (Amasis, Hieracon e Ophidian ) para avançar para a sua segunda final King of Trios consecutiva.  Mais tarde naquele mesmo dia, The Colony derrotou FIST (Chuck Taylor, Icarus e Johnny Gargano) nas finais para ganhar o 2011 King of Trios. Em julho, Green Ant iniciou uma turnê de ônibus "Flex Express" que foi apresentada nos podcasts de vídeo de Chikara, em preparação para sua luta de singles com Tursas, novamente imitando uma turnê semelhante que Luger havia feito em 1993. Um dos episódios ainda apresentou uma participação especial do próprio Luger. A partida aconteceu em 30 de julho e viu Tursas derrotar Green Ant após interferência de Jakob Hammermeier. Em 27 de agosto, Green Ant avançou para as finais do nono torneio anual da Young Lions Cup, antes de perder para o representante do Osaka Pro Wrestling, Tadasuke.  No mês seguinte, Fire Ant e Green Ant fizeram sua primeira turnê em Osaka Pro, que culminou em 23 de setembro em uma luta, onde desafiaram sem sucesso Atsushi Kotoge e Daisuke Harada pelo Osaka Pro Wrestling Tag Team Championship . Em 13 de novembro, no primeiro pay-per-view de Chikara na Internet, High Noon, Fire Ant e Soldier Ant derrotaram The Young Bucks para mais uma vez ganhar o direito de desafiar pelos Campeonatos de Parejas, enquanto Green Ant encerrou sua rivalidade com Tursas derrotando-o em uma luta rancorosa com uma nova manobra de finalização, o Chikara Special: Green . O The Colony faturou seus pontos em 2 de dezembro, durante o fim de semana especial pós-temporada do JoshiMania de Chikara, mas foi derrotado pelos campeões de Parejas, FIST (Chuck Taylor e Johnny Gargano).

#### The Swarm e Colony: Xtreme Force (2012–2014)
Em 2012, o Colony, junto com vários outros lutadores de Chikara, começou a rivalizar com o a stable Gekido, focando especificamente no trio mascarado de assailAnt, deviAnt e combatAnt, também conhecido como Swarm. Para o King of Trios de 2012, o Diretor de Diversão da Chikara Wink Vavasseur misturou membros da Colony com membros do Swarm contra sua vontade, com a Soldier Ant sendo forçada a se juntar a combatAnt e deviAnt como o Swarm, e Fure Ant e Green Ant sendo forçadas juntar-se a assailAnt como the Colony. Após essas mudanças, ambas as equipes foram eliminadas do torneio na primeira rodada em 14 de setembro, com the Colony perdendo para a Equipe Sendai Girls (Dash Chisako, Meiko Satomura e Sendai Sachiko) e o Swarm para Jigsaw, Mike Quackenbush e Manami Toyota . Os dois trios mistos Colony e Swarm também foram forçados a permanecer juntos após o torneio.  O envolvimento da Colony na rivalidade com Gekido culminou quando Quackenbush feriu o combatAnt a ponto de forçá-lo a se aposentar, deixando o Enxame consistindo apenas de DeviAnt e Fire Ant. Finalmente, em 2 de dezembro no Under the Hood, assailAnt fez a transição para ser um técnico e se tornou um membro de pleno direito da Colony. A nova Colony então partiu junta, deixando o Soldier Ant sozinho ao lado do ringue.
Com o Swarm efetivamente finalizado devido à expulsão de Gekido de Chikara, bem como a contínua dissensão entre deviAnt e Soldier Ant, Wink Vavasseur estreou três novas formigas em 8 de março de 2013: Arctic Rescue Ant, Missile Assault Ant e Orbit Adventure Ant. Vavasseur instalou Soldier Ant como o líder deste novo grupo, conhecido coletivamente como The Colony: Xtreme Force, que imediatamente iniciou uma rivalidade com a Colony original. A rivalidade também viu Vavasseur tirar as medalhas do King of Trios de The Colony e entregá-las a The Colony: Xtreme Force. Após sucesso misto com as novas formigas ao longo de março, Soldier Ant finalmente encerrou sua afiliação com a Colony: Xtreme Force por (kayfabe) deixando Chikara após derrotar a Colony em 29 de abril no evento The Shoulder of Pallas. Quando Chikara ficou inativo após Aniversario: Never Compromise, The Colony se reuniu com outros lutadores Chikara para lutar contra um grupo unido de rudos do passado da promoção, incluindo Gekido e The Colony: Xtreme Force, que estavam tentando matar Chikara permanentemente . O enredo culminou em 1º de fevereiro de 2014, durante o segundo National Pro Wrestling Day em um confronto direto entre os dois grupos. Durante o confronto, assailAnt recebeu um convite para se juntar ao grupo rudo, mas optou por permanecer com Chikara e a Colony na batalha que se seguiu, que o elenco de Chikara venceu, levando à promoção anunciando seu retorno. Durante a inatividade da promoção, foi revelado através da série The Ashes of Chikara no YouTube que Green Ant e Fire Ant ainda achavam difícil confiar em assailAnt, devido à sua associação anterior com Gekido e tentativa de encontrar Soldier Ant, mas não tiveram sucesso. Enquanto isso, assailAnt provou sua lealdade ao recusar as ordens da deviAnt para incendiar a Wrestle Factory e não cruzar a linha no National Pro Wrestling Day. Após o evento, Green Ant descobriu que a mudança no coração de assailAnt veio de ser pai e não querer que seu próprio filho o visse como um homem amargo e ressentido. Agora convencidos e confiando totalmente em seu antigo inimigo, Green Ant e assailAnt se reconciliaram e Green Ant passou o manto de Worker Ant para ele - que o original pretendia ser para Green Ant.

#### Feud com The Flood (2014–2015)

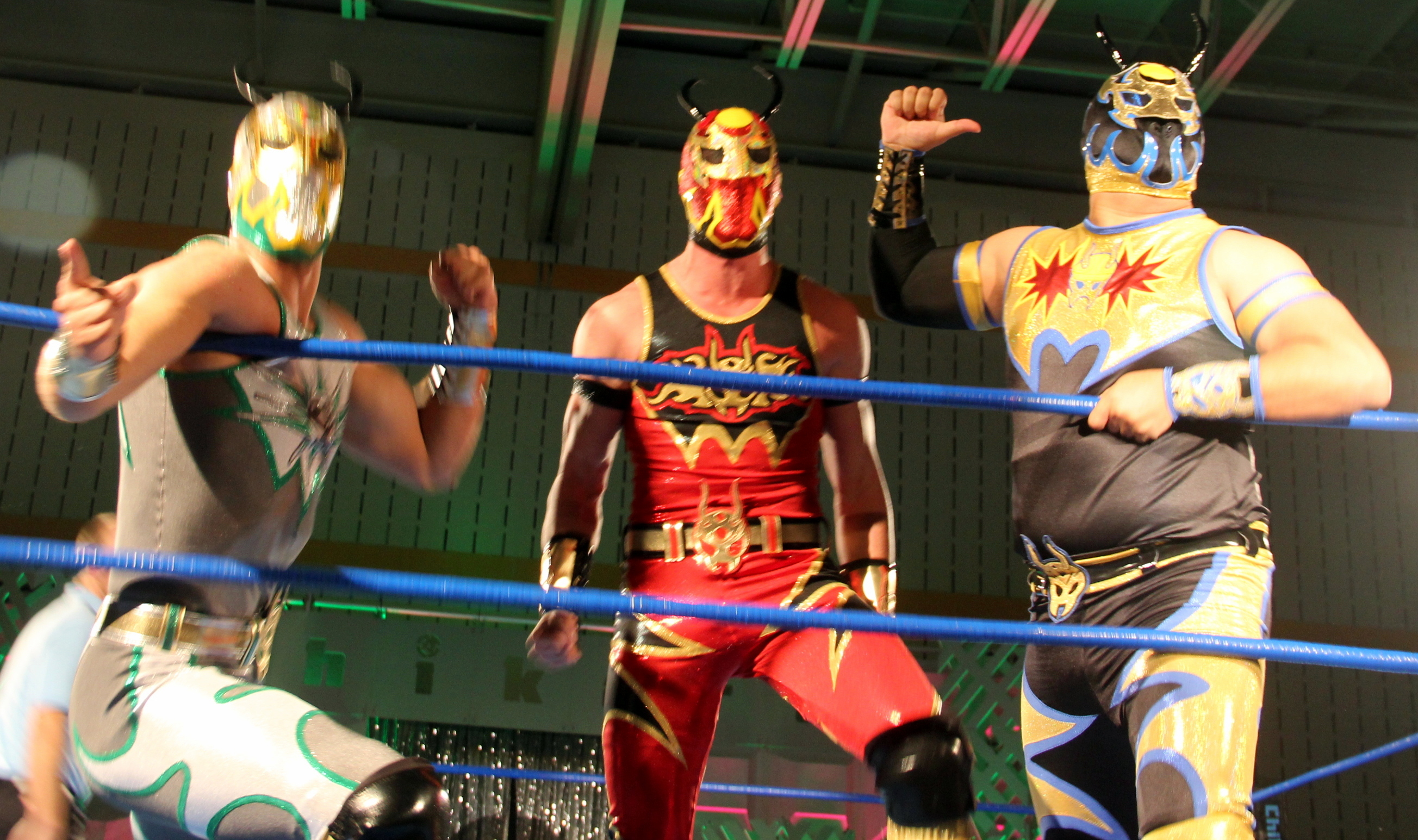
Da esquerda para a direita: Silver Ant, Fire Ant e Worker Ant (II) durante o King of Trios de 2014 em setembro de 2014

No evento de retorno de Chikara, You Only Live Twice em 25 de maio, as recém-batizadas Worker Ant, Fire Ant e Green Ant foram derrotadas em uma luta de duplas de seis homens por The Colony: Xtreme Force, embora tenham tido sucesso em recuperar as medalhas do King of Trios. O evento terminou em um ângulo onde o Soldier Ant, agora com uma nova aparência esfarrapada, voltou como um rudo e atacou seus ex-companheiros de estábulo, apesar dos apelos do Fire Ant, antes de se juntar ao Flood. No mesmo evento, Green Ant estreou um novo look prateado e em 3 de junho, foi confirmado que ele mudou seu nome para Silver Ant. Em 19 de setembro, The Colony derrotou The Colony: Xtreme Force na primeira rodada do King of Trios 2014 . Eles foram, no entanto, eliminados do torneio no dia seguinte pelos representantes do Flood, Eddie Kingston, Jimmy Jacobs e Volgar, após interferência externa do Soldier Ant e Deucalion. Em 6 de dezembro no Tomorrow Never Dies, as formigas se enfrentaram no torneo cibernetico anual com Fire Ant, Silver Ant e Worker Ant representando Chikara e Soldier Ant representando The Flood. No final, Soldier Ant conquistou a vitória ao imobilizar Fire Ant. A rivalidade entre Soldier Ant e seus ex-companheiros de colônia terminou um ano depois no Top Banana, o final da temporada 15 em 5 de dezembro de 2015, onde ele e Fire Ant se enfrentaram em uma partida solo. Perto do final da partida, Jakob Hammermeier, colega de equipe do Soldier Ant no BDK, foi dar um soco no árbitro da partida, mas acidentalmente acertou Soldier Ant, quebrando seu controle mental sobre ele. Lembrando-se de seu verdadeiro eu, Soldier Ant saudou cada membro da Colony e oficialmente se juntou à facção ao abraçá-los e ter sua medalha de King Of Trios devolvida a ele.

#### Várias histórias (2016–2018)
Em 3 de dezembro de 2016, foi anunciado que o Soldier Ant seria forçado a se aposentar "devido aos ferimentos sofridos na guerra com Nazmaldun". Durante 2017, Silver Ant também deixou Chikara, deixando Fire Ant como a única Formiga deixada na promoção. Em 2018, Fire Ant enlouqueceu quando percebeu que Ophidian (que estava disfarçado de 17 em 2014) havia inadvertidamente causado o colapso da Colony após salvar Frightmare (que era um técnico na época) de ser morto por Deucalion, o que levaria para Hallowicked & Frightmare ser possuído pelo Olho de Tyr, e Frightmare destruindo as outras 3 formigas. Durante 2018, duas novas formigas estrearam: Thief Ant e uma segunda Green Ant. Inicialmente, Fire Ant teve problemas com as duas novas formigas, dizendo que elas "não eram a Colony", até King Of Trios 2018, onde ganhariam todo o torneio.

### All Elite Wrestling (2019 - presente)
Cipperly fez sua estreia no All Elite Wrestling (AEW) no All Out em 31 de agosto de 2019 como Orange Cassidy, alinhando-se com os Best Friends e os acompanhando durante muitas de suas lutas, muitas vezes distraindo seus oponentes, com os best friends adicionando-o ao seu abraço de marca registrada. Ele fez sua primeira luta solo contra Pac no Revolution e foi derrotado. No clímax da partida, os Lucha Brothers ( Pentagón Jr. e Rey Fénix) desceram e atacaram Taylor e Trent, distraindo Cassidy por tempo suficiente para Pac dar a finalização "Brutalizer", levando Cassidy a finalizar e dar a Pac a vitória . No episódio de 4 de março do Dynamite, Pac derrotou Chuck Taylor em uma luta individual e juntou-se aos Lucha Brothers no ataque a Taylor, Trent e Orange Cassidy após a luta. Pac então proclamou que eles estavam formando um novo estábulo chamado "Death Triangle", começando uma rivalidade entre eles. No entanto, Pac e Pentagón Jr. não puderam competir no Dynamite devido ao bloqueio da pandemia COVID-19. Pac voltou na edição de 20 de maio do Dynamite em uma promoção pré-gravada emitindo um aviso aos best friends. Em seguida, ele competiu no Casino Ladder Match no Double or Nothing, porém a partida foi vencida por Brian Cage. Na edição de 10 de junho do Dynamite, Cassidy começaria uma rivalidade com Chris Jericho depois que ele e seus melhores amigos aliados Chuck Taylor e Trent conseguiram uma vitória contra Jake Hager e Santana e Ortiz do The Inner Circle em uma luta de seis homens., após o que eles sofreram uma surra do resto do Inner Circle. Cassidy sofreu a pior surra depois que Jericho o atingiu com um saco de laranjas sanguínas. Cassidy teria um papel na vitória de Best Friends contra Chris Jericho e Sammy Guevara (Le Sex Gods) na edição de 17 de junho do Dynamite enquanto se vestia como um cinegrafista, quando ele tropeçou na perna de Guevara, o que permitiu a Trent ganhar a vitória para o equipe. Ele então aproveitou para atacar Jericho. No Fyter Fest 2020 (Dia 2) Jericho derrotou Cassidy no evento principal com a ajuda considerável de Santana e Ortiz ; na semana seguinte, no Fight for the Fallen 2020 Jericho (acompanhado por The Inner Circle) anunciou que não haveria revanche. Cassidy então veio ao ringue, deu um polegar (preguiçoso) para cima seguido de um polegar para baixo, após o que o Inner Circle foi regado com suco de laranja; Jericho ficou ainda mais humilhado quando, após pedir uma toalha, descobriu que era uma toalha de mercadoria Orange Cassidy. Na edição de 12 de agosto do Dynamite, Cassidy finalmente derrotou Jericho na luta principal. No All Out, Cassidy derrotou Jericho jogando-o em uma piscina de mimosa durante a luta Mimosa Mayhem. Cassidy lutou pelo AEW TNT championship duas vezes mas foi derrotado, primeiro contra Brodie Lee e psoteriormente contra Cody, devido ao tempo limite da luta.

## Estilo de luta livre profissional e personalidade

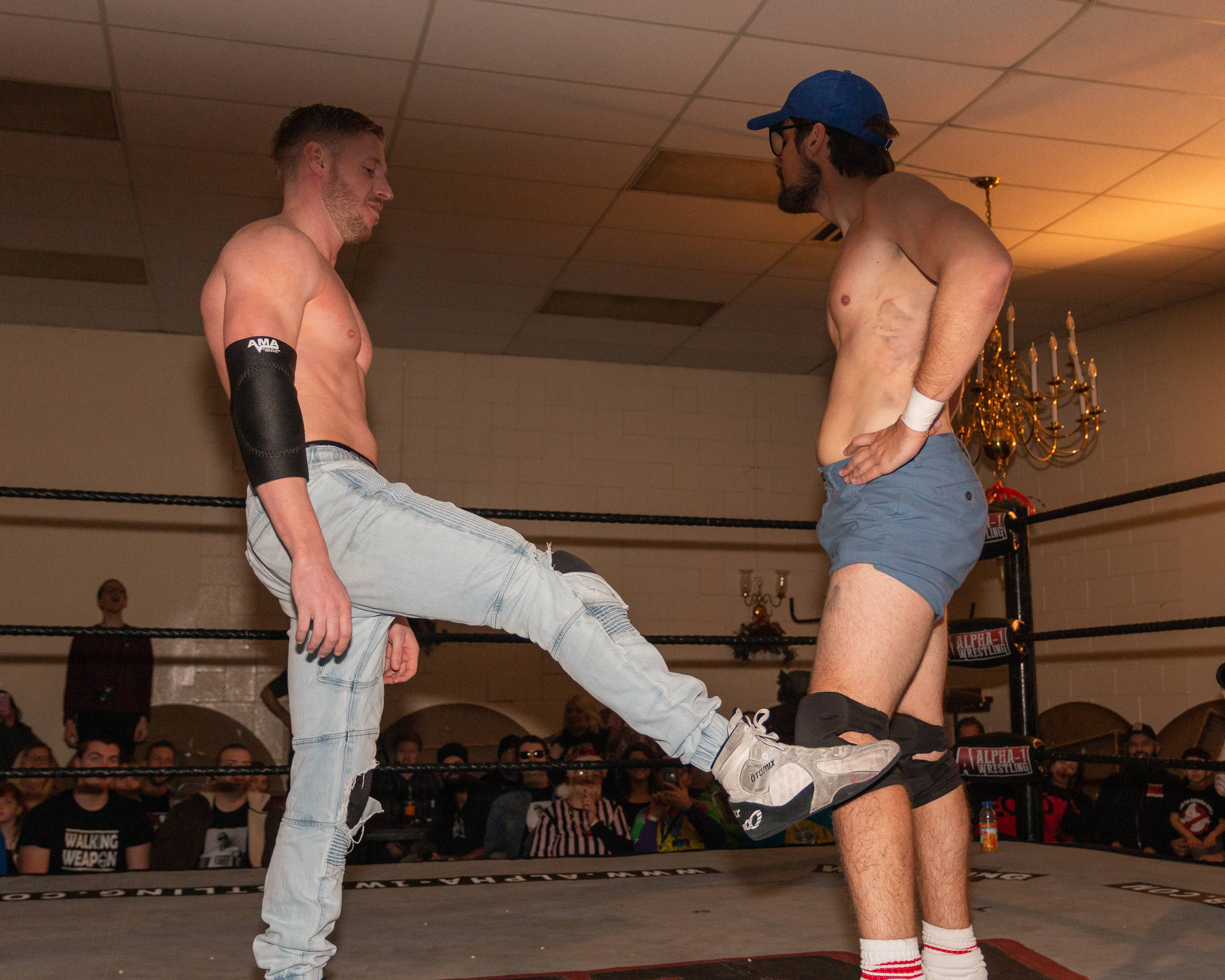
Orange Cassidy acertando um de seus "Kicks of Doom"

Tendo lutado por mais de uma década e assumindo seu atual nome de ringue por volta de 2009, o truque de Cipperly "Orange Cassidy" é comparado ao personagem de Ryan Gosling em Drive : um preguiçoso indiferente, um tanto de ressaca, que carrega seu cinturão de título em uma mochila, vestindo óculos escuros e uma jaqueta desbotada e jeans com uma camiseta com o rosto dele. Cipperly afirmou que criou o truque para se diferenciar de outros lutadores melhores do que ele, assim como um "dedo médio para a luta profissional". Ele explicou as motivações de seu personagem como "Se eu tiver que lutar, lutarei. [. . . ] É como uma dessas coisas, você tem um emprego, você é bom nisso, mas sabe, você quer mesmo? "
Ele é comumente referido como "O rei do estilo da preguiça" devido ao seu jeito lento de se mover e ataques preguiçosos no ringue. Ao fazer sua entrada no ringue, o locutor do ringue geralmente anuncia que vem de "qualquer lugar" e pesa "qualquer coisa", seu vídeo de entrada é simplesmente seu nome em letras pretas sobre fundo branco, e fumaça preguiçosa e pirotécnica são usados para enfatizar ainda mais seu caráter preguiçoso e descontraído. Nesse truque, um de seus "movimentos" característicos são os "Kicks of Doom", que são toques leves na canela do oponente (mantendo-se em kayfabe, a multidão faz uma careta de dor como se fossem chutes de verdade, até mesmo reclamando no YouTube sobre a "violência excessiva").
Após sua estreia na All Elite Wrestling (AEW) em 2019, ele foi referido como "o lutador mais popular da AEW" por alguns escritores de wrestling. O presidente e CEO da AEW, Tony Khan, disse que os executivos da TNT amam seu personagem. A ESPN o chamou de "estrela do wrestling masculino em 2020."

## Campeonatos e conquistas
- Alpha-1 Wrestling

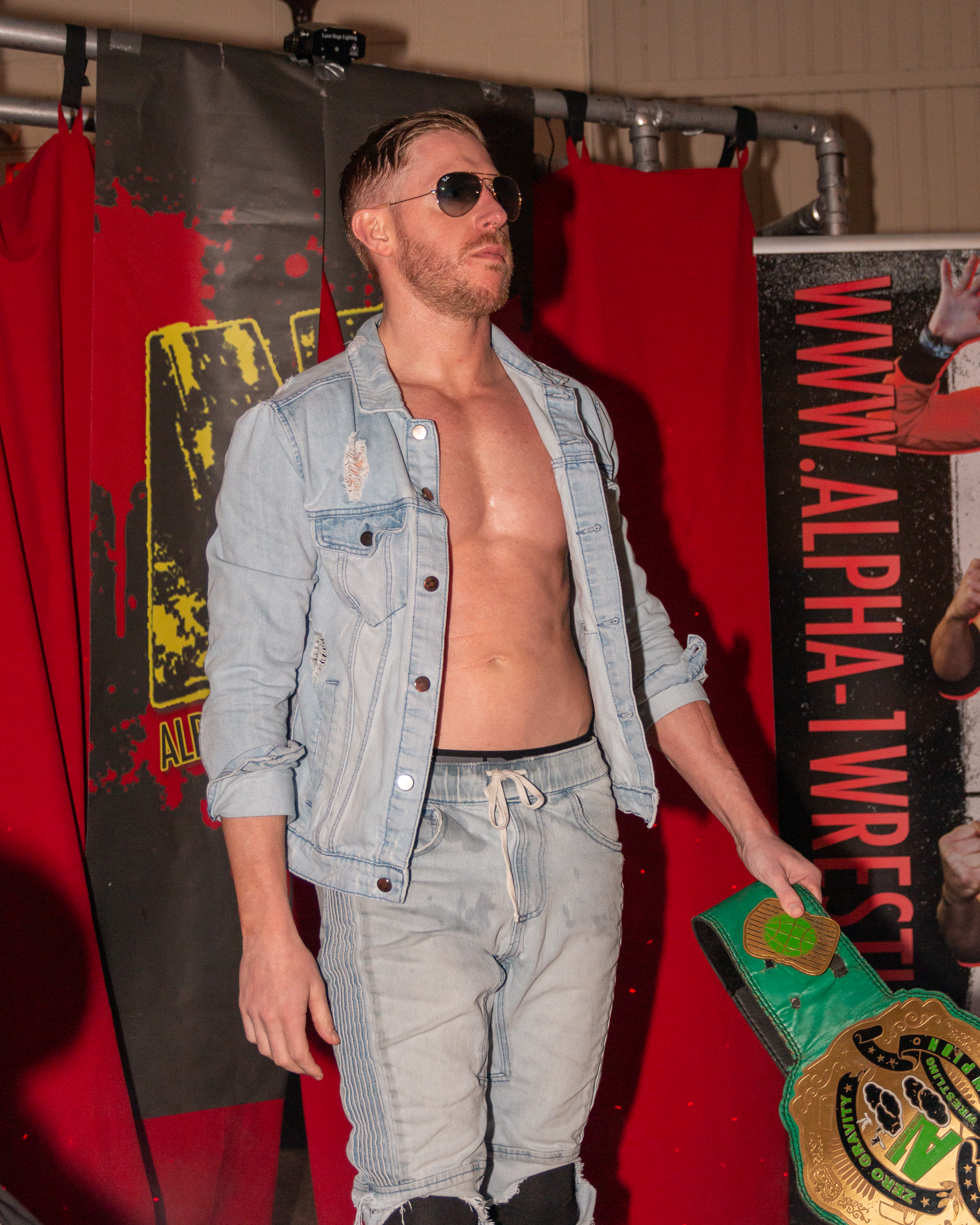
Cassidy com o cinto Alpha-1 Zero Gravity

  - A1 Zero Gravity Championship (1 vez) [64]
- Chikara
  - Campeonatos de Parejas ( 1 vez ) - com Soldier Ant[7][8]
  - Young Lions Cup VI ( 1 vez )
  - King of Trios ( 2011 ) - com Green Ant e Soldier Ant[9][10]
  - King of Trios ( 2018 ) - com Green Ant (II) e Thief Ant
  - Tag World Grand Prix ( 2008 ) - com Soldier Ant
- DDT Pro-Wrestling
  - Ironman Heavymetalweight Championship (1 vez, atual) [65]
- Forza Lucha!
  - Taça Forza Lucha (2014) [66]
- Wrestling inovador
  - GBW Tag Team Championship (2 vezes) - com Danny Rage[64]
- F1RST Wrestling
  - F1RST Wrestling Uptown VFW Championship (1 vez) [64]
- IndependentWrestling. televisão
  - Independent Wrestling Championship (2 vezes) [67]
- Pro Wrestling Illustrated
  - Classificado em 84º lugar entre os 500 melhores lutadores solos no PWI 500 em 2020[68]
- WrestleJam
  - Campeonato WrestleJam (1 vez, atual) [69]

### Recorde deLuchas de Apuestas
| Vencedor (aposta)                 | Perdedor (aposta)              | Localização             | Evento           | Encontro           | Notas  |
| --------------------------------- | ------------------------------ | ----------------------- | ---------------- | ------------------ | ------ |
| Fire Ant e Soldier Ant (máscaras) | Chuck Taylor e Icarus (cabelo) | Filadélfia, Pensilvânia | Aniversario Yang | 24 de maio de 2009 | [ 16 ] |